# ГЕС Waitaki
ГЕС Waitaki — гідроелектростанція на Південному острові Нової Зеландії. Знаходячись після ГЕС Aviemore, становить нижній ступінь каскаду у сточищі річки Waitaki, яка дренує східний схил Південних Альп та тече до впадіння у Тихий океан на східному узбережжі острова за шість десятків кілометрів на південь від Тімару.

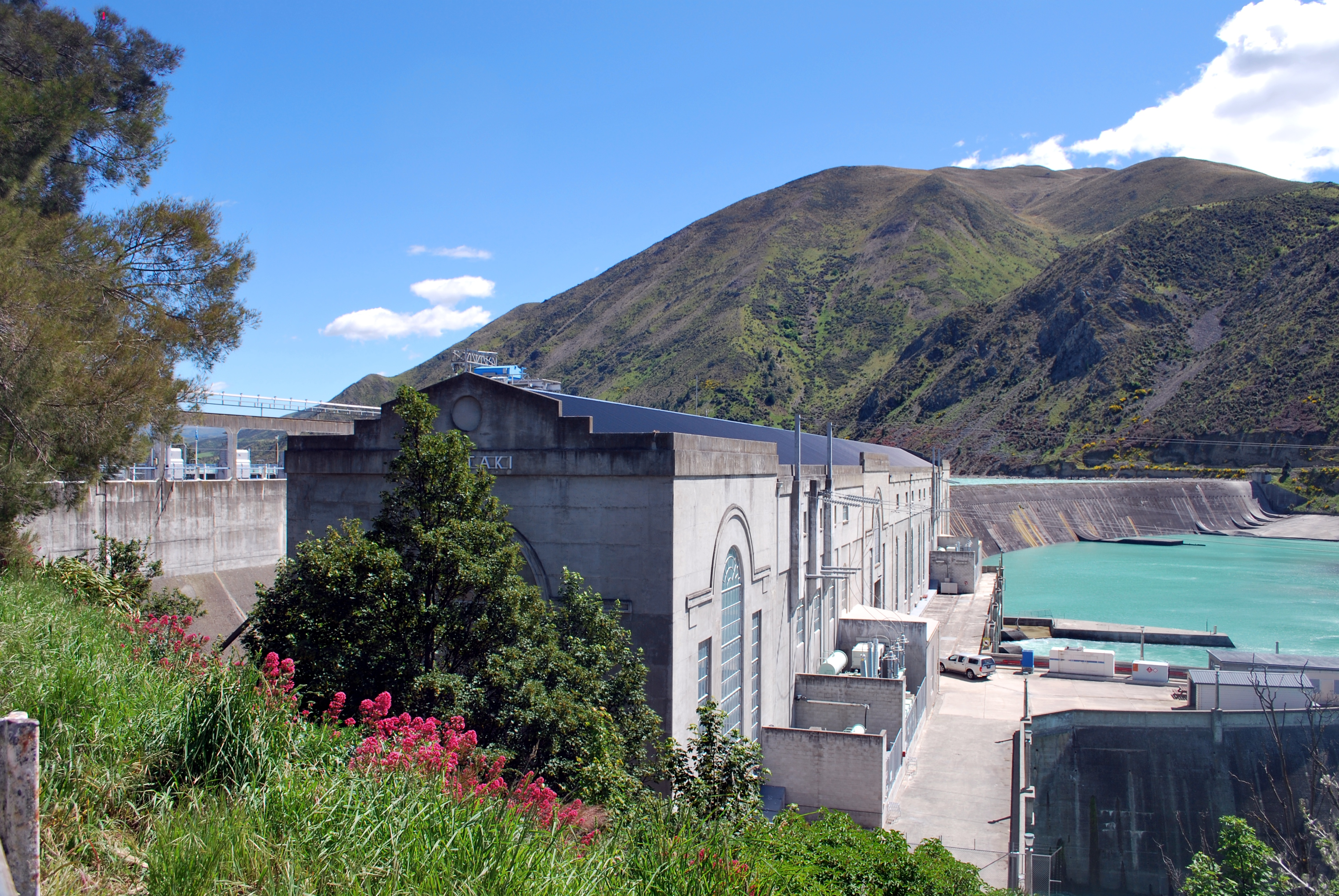
Машинний зал та нижній б'єф станції

В межах проекту річку перекрили бетонною гравітаційною греблею висотою 48 метрів та довжиною 542 метри, яка має вигнуту форму та включає водозливну секцію довжиною 345 метрів. Вона утримує водосховище з площею поверхні 6,2 км2 та об'ємом 40 млн м3, в якому припустиме коливання рівня поверхні в операційному режимі між позначками 228,7 та 230,8 метра НРМ.
Пригреблевий машинний зал обладнали сімома турбінами типу Френсіс потужністю по 15 МВт, які при напорі у 21 метр забезпечували виробництво 0,5 млрд кВт-год електроенергії на рік. Наразі один гідроагрегат, що перебував у поганому технічному стані, поставлений на консервацію.